# Comoé (fleuve)
Pour les articles homonymes, voir Comoé.
La Comoé est un fleuve d'Afrique occidentale qui coule au Burkina Faso, en Côte d'Ivoire et au Ghana.

## Géographie

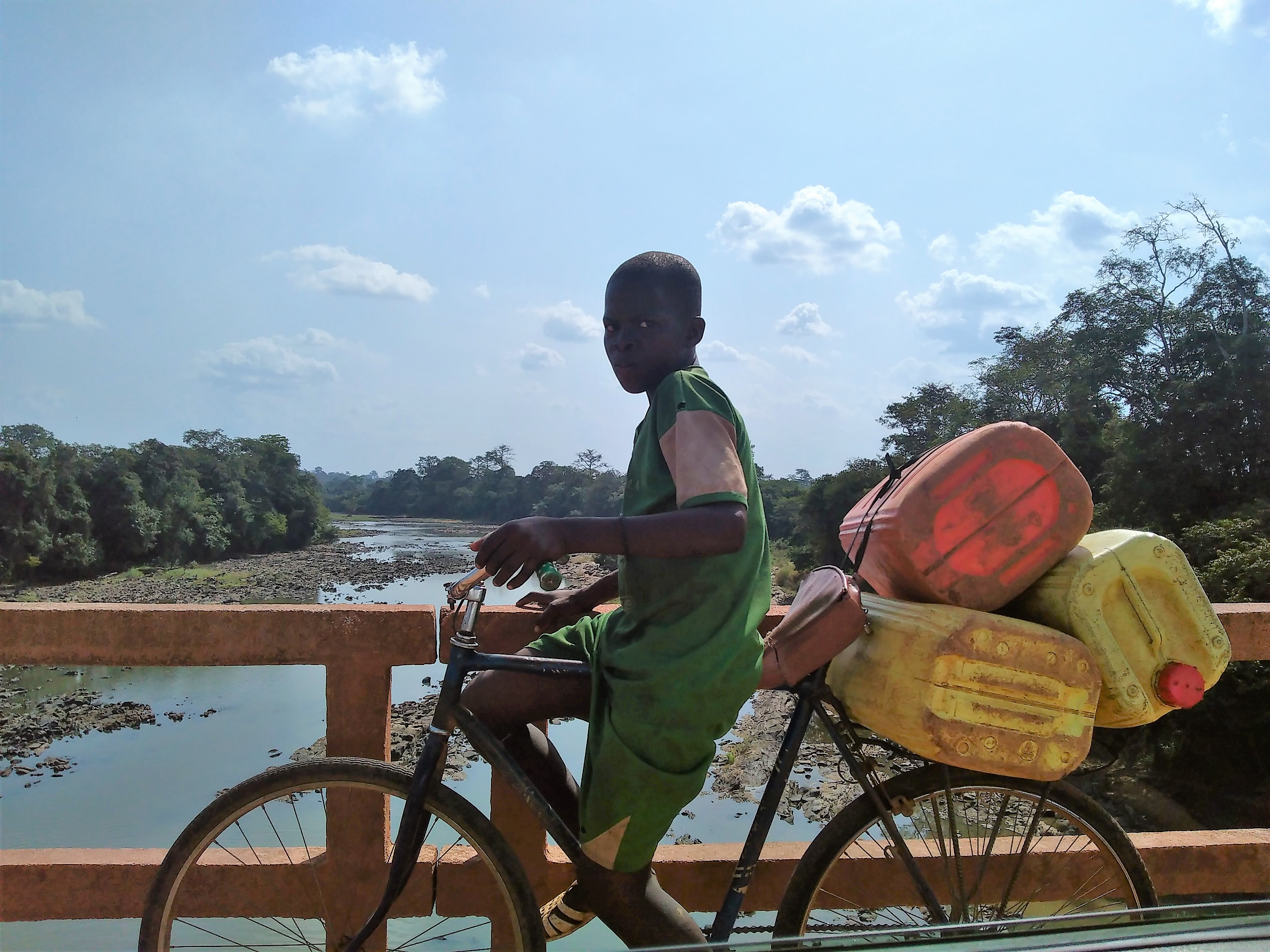
Enfant traversant la Comoé près d'Abengourou en Côte d'Ivoire.

La Comoé prend sa source à Péni, localité située entre Banfora et Bobo-Dioulasso au Burkina Faso. Elle traverse la Côte d'Ivoire du nord au sud, et débouche à l'extrémité orientale du système de la lagune Ébrié à Grand-Bassam.
Elle a une longueur de 813 kilomètres. Elle a donné son nom à la province de Comoé, une des 45 provinces du Burkina Faso située dans la région des Cascades, ainsi qu'au district de la Comoé et à l'une de ses régions, le Sud-Comoé en Côte d'Ivoire.
L'ancienne embouchure au travers de la lagune au sud-est de Grand-Bassam est aujourd'hui fermée par le terrassement et la route côtière. La Comoé se prolonge dans son actuelle partie maritime lagunaire encore sur environ 40 kilomètres vers l'ouest le long de la côte entre plusieurs grandes îles, dont l'île Vitré au confluent de la Mê et l'île de Petit-Bassam entre Abidjan et Port-Bouët, avant de se jeter dans le Golfe de Guinée par l'actuel canal de Vridi. 
La Comoé draine la plus grande partie du quart nord-est de la Côte d'Ivoire. Il s'agit d'une région recouverte essentiellement de savanes. Le fleuve est cependant longé de forêts-galeries sur presque toute sa longueur, ce qui constitue un habitat privilégié pour une faune très riche. Un vaste parc naturel, le parc national de la Comoé a été créé au nord-est de la Côte d'Ivoire sur son cours moyen.
Dans les régions ivoiriennes où sa vallée s'élargit, la présence de plaines inondables a entraîné le développement de la culture du riz.

## Affluents principaux
- Le Léraba occidental (rive droite) dont le cours constitue en grande partie la frontière entre Burkina Faso et Côte d'Ivoire.
- L'Iringou (rive gauche) venu du Burkina Faso.
- Le Bayakokoré (rive gauche), venu de la région ivoirienne de Bondoukou (Région du Zanzan).

## Hydrométrie: débits à Aniassué
Le débit du fleuve a été observé pendant 15 ans (1980-1994) à Aniassué, localité ivoirienne située à quelque 25 km à l'ouest-sud-ouest de la ville d'Abengourou, et à 278 kilomètres du débouché du fleuve dans l'Océan.
À Aniassué, le débit annuel moyen ou module observé sur cette période a été de 106 m3/s pour une surface étudiée de 70 112 km2, soit plus ou moins 85 % de la totalité du bassin versant du fleuve.
La lame d'eau écoulée dans le bassin se monte ainsi à 48 millimètres par an, ce qui doit être considéré comme médiocre.
Cours d'eau de savanes avant tout, la Comoé est un cours d'eau peu abondant et très irrégulier. Le débit moyen mensuel observé en mars (minimum d'étiage) atteint 1,3 m3/s, soit plus de 350 fois moins que le débit moyen du mois de septembre (467 m3/s), ce qui témoigne de son irrégularité saisonnière très importante. Sur la durée d'observation de 15 ans, le débit mensuel minimal a été de 0,2 m3/s (200 litres), tandis que le débit mensuel maximal s'élevait à 1 020 m3/s.